# 喬瓦尼·迪洛倫佐
喬瓦尼·迪洛倫佐（義大利語：Giovanni Di Lorenzo；1993年8月4日—），意大利足球運動員，現效力意甲球會拿玻里並擔任隊長，意大利國家足球隊成員，司職右後衛。

## 俱樂部生涯
迪洛倫佐1993年8月4日出生於意大利托斯卡納大區的加爾法尼亞納新堡。球員從小在當地盧凱塞足球俱樂部的青訓營接受足球訓練。他最初踢的位置是前鋒，不過在接受過系統性訓練後，教練還是把迪洛倫佐由前鋒改造成為了邊後衛。
後來球員又轉投到了雷吉納的青年梯隊。2011年5月在一場對陣薩索洛的意乙聯賽中，當時年僅17歲的迪洛倫佐就完成了自己職業生涯的首場正式比賽。2012-13賽季，他以租借球員的身份為丙級俱樂部庫內奧效力了一個賽季。2015年夏天，迪洛倫佐轉會到了馬泰拉。
為馬泰拉踢了職業聯賽後，球員又在2017年8月簽約加盟到了恩波利。在恩波利度過的第一個賽季里，迪洛倫佐就以主力身份跟隨球隊出場37次打進5球，並幫助球隊成為意乙冠軍。
2018年夏天，迪洛倫佐開始了自己職業生涯以來的首次意甲。2018年8月19日，首輪主場2-0擊敗卡利亞里的比賽就是迪洛倫佐在意甲聯賽的處子秀，球員打滿了全場。然而經歷了一次首場勝利之後，恩波利卻在隨後有10場不勝。整個賽季經歷了2次更換主帥之後，還是以聯賽倒數第3的成績降入了意乙聯賽。
雖然恩波利的成績不算理想，但迪洛倫佐的個人價值卻在37場意甲聯賽中得到了出色的表現。除了用一記頭球絕殺了拿坡里之外，他還在對陣卡利亞里、熱那亞、桑普多利亞和都靈的比賽中取得了進球，在隊內的射手榜中與拉德·克魯尼奇（均為5球）並列第二位。
2019年6月7日，拿坡里從恩波利簽下迪洛倫佐，成為了球隊在今夏得到的第一位新球員。
2021年4月22日，義甲聯賽拿坡里主場5-2戰勝拉齊奧，迪洛倫佐在比賽中首發出場，這是他在意甲聯賽的第100次出場。

## 國家隊生涯
2022年世界杯歐洲區預選賽，意大利5-0大勝列支敦斯登，迪洛倫佐首次代表義大利隊參加正式比賽。
2021年6月，迪洛倫佐入選了義大利參加2020年歐洲國家盃的大名單。7月11日，他隨隊獲得歐洲國家盃冠軍。
9月8日，迪洛伦佐在意大利国家队中打进了他的首个进球，这也是在2022年世界杯预选赛中意大利主场5比0战胜立陶宛的比赛中的最后一个进球；他还助攻了贾科莫·拉斯帕多里为意大利打进的第一个进球，这是比赛中的第三个进球。

## 个人生活
迪洛伦佐出生于卡斯特尔努沃·迪加尔法尼亚，父母是来自贝内文托省布恰诺的坎帕尼亚人。2022年5月25日，他在卢卡省塞格罗米尼奥蒙特教堂与意大利人克拉丽莎·弗朗奇结婚。

## 生涯統計

### 國家隊進球
最後更新：2021年11月12日
| No. | 日期       | 比賽場地                         | 對手   | 比分 | 賽果 | 賽事               |
| --- | ---------- | -------------------------------- | ------ | ---- | ---- | ------------------ |
| 1.  | 2021.09.08 | 義大利, 雷焦艾米利亚, 三色旗球場 | 立陶宛 | 5–0  | 5–0  | 2022年世界盃外圍賽 |
| 2.  | 2021.11.12 | 義大利, 羅馬, 奧林匹克體育場     | 瑞士   | 1–1  | 1–1  | 2022年世界盃外圍賽 |

## 榮譽

### 俱樂部
恩波利
- 意乙冠軍：2017–18

 那不勒斯
- 義大利盃冠軍：2019–20賽季[11]
- 意甲冠軍：2022–23[12]、2024–25[13]

### 國家隊
義大利
- 歐洲國家盃冠軍：2020[4]

### 勳章
- 5級／騎士－意大利共和國功勳騎士勳章：2021[14]

## 外部連結
- Soccerway資料庫：喬瓦尼·迪洛倫佐
- 吉奥瓦尼·迪洛伦佐 （页面存档备份，存于）在AIC.football.it中的职业生涯档案
- 喬瓦尼·迪洛倫佐在FootballDatabase.eu中的档案
- 吉奥瓦尼·迪洛伦佐 （页面存档备份，存于）在意甲官网中的档案（義大利語）
- 吉奥瓦尼·迪洛伦佐 （页面存档备份，存于）在Calciatore中的档案（義大利語）